# Маловац
Маловац (рум. Malovăț) је насеље и седиште општине Маловац у жупанији Мехединци у Румунији. Према попису из 2021. у насељу је било 1.082 становника. Налази се на надморској висини од 119 m.
Маловац се налази 10 километара северно од Дробета-Турну Северина. Смештено је у долини потока Плешува, леве притоке Тополнице, у Северинској депресији у брдовитом пределу. Село има православну цркву посвећену Благовештењу.

## Становништво
| 1992. | 2002. | 2011. | 2021. |
| ----- | ----- | ----- | ----- |
| 1.003 | 1.021 | 1.025 | 1.082 |

Према попису из 2021. у Маловцу је живело 1.082 становника што је за 57 више (+5,56%) у односу на попис из 2011. када је било 1.025 становника.
Према попису из 2011. већину станоништва чинили су Румуни.
| Етнички састав према попису из 2011.‍ | Етнички састав према попису из 2011.‍ | Етнички састав према попису из 2011.‍ | Етнички састав према попису из 2011.‍ | Етнички састав према попису из 2011.‍ |
| ------------------------------------ | ------------------------------------ | ------------------------------------ | ------------------------------------ | ------------------------------------ |
|                                      |                                      |                                      |                                      |                                      |
| Румуни                               | Румуни                               |                                      | 995                                  | 97,07%                               |
| Непознато                            | Непознато                            |                                      | 30                                   | 2,93%                                |